# 442e Regimental Combat Team
Pour les articles homonymes, voir 442 (homonymie).

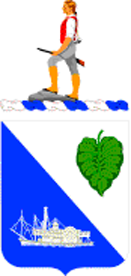
Blason du 100/442e régiment actuel en déploiement dans le Moyen-Orient.

Au sein des forces armées des États-Unis de la Seconde Guerre mondiale, la 442e Regimental Combat Team (anglais : 442nd Regimental Combat Team, japonais : 第442連隊戦闘団,,,. Dai Yonhyakuyonjūni Rentai Sentōdan)
était une unité mixte de l'United States Army composée du 442e régiment d'infanterie, du 522e bataillon d'artillerie de campagne, de la 232e compagnie du génie, d'une compagnie antichar et de diverses unités de soutien, et regroupant principalement des volontaires Nippo-Américains de deuxième génération engagés pour démontrer leur loyauté et leur patriotisme envers la nation d'adoption de leurs parents, alors que leurs familles (120 000 Nippo-Américains) étaient incarcérées dans dix camps d'internement sur le territoire américain, le gouvernement ayant peur qu'ils ne se livrent à l'espionnage pour le Japon.
La devise de ce groupe de combat était « Go for broke » qui signifie, en argot hawaïen, « Jouer le tout pour le tout» et en latin « Aut Caesar, aut nihil » (Ou César, ou rien).

## Introduction

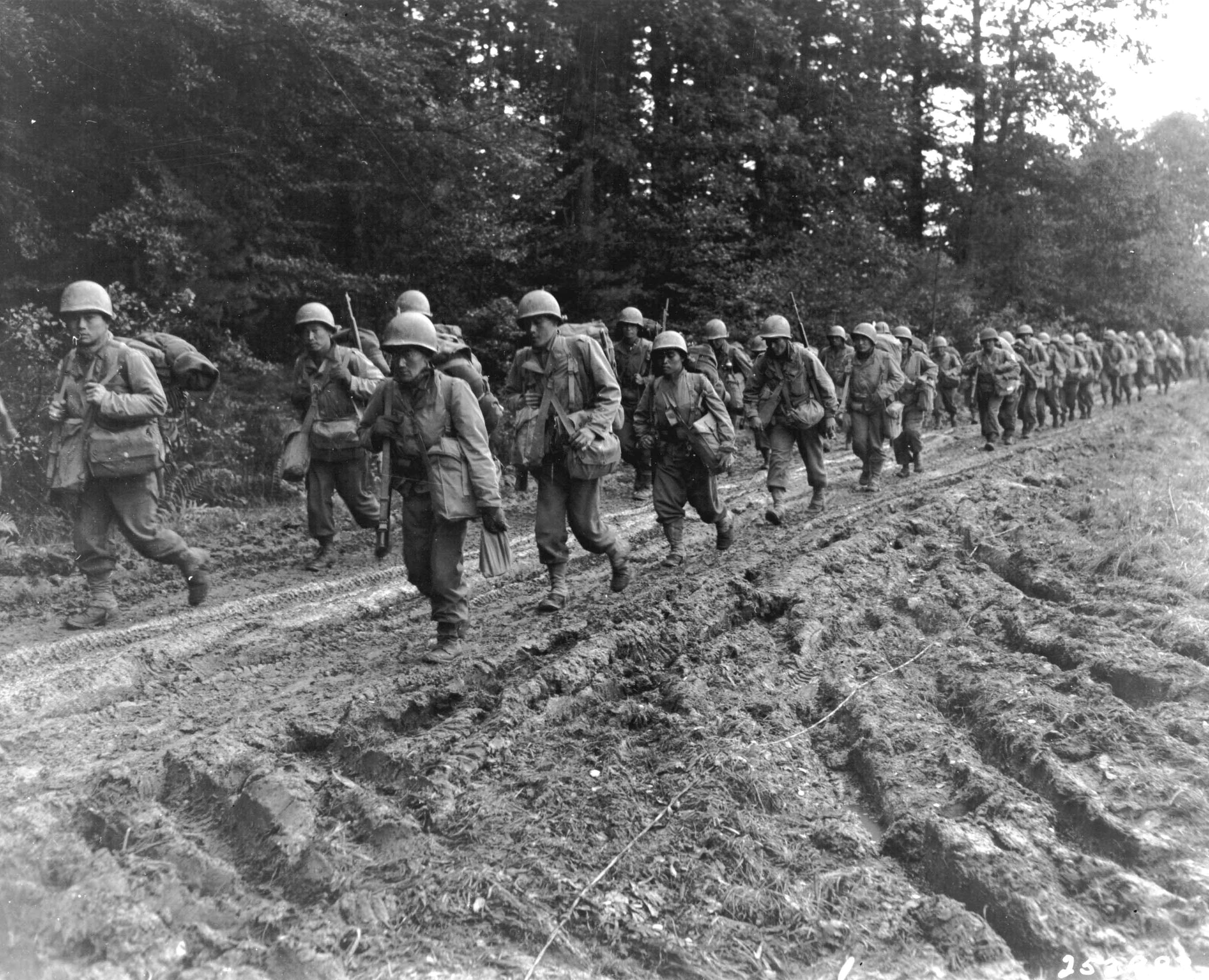
Fantassins du 442nd Regimental Combat Team dans la région de Chambois en France durant l'automne 1944.

Associés dans leur propre pays aux crimes du régime shōwa, ces « combattants de la liberté » (Freedom Fighters) devaient combattre à la fois le racisme des nations de l'Axe Rome-Berlin-Tokyo, mais également le racisme ambiant aux États-Unis, exacerbé par « l'état de guerre ».
Comme nombre d'Américains membres des communautés allemandes et italiennes, la communauté nippo-américaine a subi les préjudices sociaux de l’exclusion et du mépris alliés à des préjudices juridiques d’internement sans procès juste et équitable malgré la constitution des États-Unis qui assure que tous les citoyens naissent libres et égaux. Après la guerre, ils contribueront à faire changer le statut d'Hawaï, de Territoire à État, au sein de l’Union. La population d'Hawaï élira même le lieutenant Daniel Inouye de la 442e RCT et le capitaine Spark Matsunaga du 100e bataillon au poste de sénateur de l’État d’Hawaï. Pour la première fois dans l'Histoire américaine, les deux sénateurs d'un même État venaient de la même unité militaire.

## Le 100thBattalion / 442ndRegimental Combat Team
Comportant des soldats parmi les plus décorés de la Seconde Guerre mondiale, le 100e bataillon fut surnommé le « Bataillon du cœur pourpre » en raison de la médaille militaire du même nom que chaque membre de ce bataillon a reçu à au moins un exemplaire (médaille décernée aux soldats blessés ou tués au feu). Le 100e Bataillon de Nisei (deuxième génération de l’immigration japonaise aux États-Unis née aux États-Unis ou territoires dépendants) d’Hawaï a été rejoint et intégré au 442e RCT (Regimental Combat Team) composé seulement de 4 500 hommes. Grâce à l'héroïsme des hommes du 100e Bataillon lors des combats en Italie, le Bataillon se voit accorder le privilège de garder son appellation d'origine et le Régiment devient le 100/442ème de ligne. Malgré ce petit nombre, cette unité a reçu 18 143 décorations à titre individuel.

## Contexte
À la suite de l'attaque de Pearl Harbor, au petit matin du 7 décembre 1941 par le Service aérien de la Marine impériale japonaise, les États-Unis entrèrent officiellement en guerre contre l'empire du Japon.
Le président Franklin Delano Roosevelt signa le 19 février 1942 « Executive Order 9066 », donnant les pleins pouvoirs aux militaires pour des questions de sécurité intérieure sur la zone militaire du Pacifique, sans spécifier les communautés d’origine japonaise. Ces pleins pouvoirs étaient à la base des déplacements et des internements des citoyens américains d'origine nipponne. Tout ceci sur fond de racisme inhérent au début du vingtième siècle.
Au total, ce sont 110 000 personnes d’origine japonaise, dont 70 000 nées aux États-Unis, qui ont été sommairement expulsées de leur foyer et rassemblées dans des centres de triage improvisés puis déplacées dans des endroits désolés. Les conditions variaient selon les camps, on allait des étables aux villes fantômes du désert. Ces camps étaient entourés de miradors et de fil de fer barbelé. À ce moment, pour expliquer ces mesures, le gouvernement prétextait la protection de gens à qui la propriété et la dignité avaient été enlevées. Ces camps d’internement étaient alors pudiquement nommés de « camp de relocalisation ».
On dénombre 5 589 citoyens américains d’origine japonaise qui ont renoncé à leur citoyenneté américaine. Cette population fut une sorte de victime émissaire sacrifiée pour ramener la paix sociale à la suite de la crise engendrée par l'attaque aéronavale japonaise sur Pearl Harbor et le débat sur l'isolationnisme et l'interventionnisme aux États-Unis. Aujourd'hui encore, la population asiatique de diverses provenances compte pour 7 % de la population totale de Californie, et 30 % des Philosophiæ doctor de cet État.
À Hawaï, le gouvernement ne pouvait pas établir de camp d’internement pour la population nippo-américaine qui formait l'ossature de l’économie des îles. Le traitement des nippo-américains d’Hawaï était nettement meilleur que celui réservé à ceux du continent.

## Genèse
C’était d’Hawaï que venaient les volontaires du 100e bataillon. Après l'attaque de Pearl Harbor, le gouvernement des États-Unis doutait de la loyauté des Nippo-Américains et les classait dans la catégorie 4C (étrangers ennemis) et ainsi la population nippo-américaine n’était pas éligible pour la conscription. Le Général Delos C. Emmons, commandant des forces armées d’Hawaï, a radié les Nippo-Américains de la Garde Territoriale d’Hawaï tout comme ceux des 298e et 299e régiments de la Garde nationale d’Hawaï. Les vétérans de la Garde territoriale qui offraient leur service étaient affectés à des tâches mineures de nettoyage ou de constructions de nouveaux bâtiments. Quoiqu'ils aient été déçus par ce manque de confiance, ils effectuaient avec soin et détermination, sans se plaindre — à la japonaise — les besognes qu'on leur avait dévolues. À la vue de leur implication, le Général Emmons revint sur sa décision et recommanda au département de la Guerre de former une unité spéciale composée de Nippo-Américains et de l'envoyer sur le continent pour l’entraînement et pour assurer la surveillance en cas d’attaque japonaise durant cette période de grande peur.
Le 26 mai 1942, le Général George C. Marshall donna l’ordre de constituer un bataillon et de l'envoyer sur le continent pour un entraînement de base, de juin à décembre. C'était un gaspillage de temps puisqu’ils étaient des vétérans aguerris. Mais c’était aussi un prétexte pour les renvoyer. Malgré cela, ils ont obtenu les meilleurs résultats de tous les camps d’entraînement en toute condition et cinq d'entre eux ont gagné la « médaille d’héroïsme hors des zones de combat » pour avoir sauvé plusieurs personnes de la noyade dans un lac gelé. On les nommait les « cobayes de Pearl Harbor ». Leurs résultats furent tels que le recrutement a été ouvert aux autres Nippo-Américains à la demande du chef de l’état major et des personnalités civiles et militaires. C’était les « Samouraïs américains ».

### Naissance du442eRCT
En raison de sa réussite, l’armée procède à la formation accélérée d’une unité de combat à l’échelle du régiment ; le président Roosevelt annonça le 1er février 1943 la formation du 442e RCT par célèbre phrase : « L’américanisme n’est pas et ne peut être une question de race ou d’ancêtre ».
À la même époque, considérant l'effort de guerre de ces hommes, il a déclaré que les États-Unis étaient une « nation d’immigrants ». Sans doute aussi parce que lui-même était d'origine néerlandaise par son père et huguenote française par sa mère.
L’appel aux armes a été entendu et le résultat fut au-delà de toute espérance et même contrariant pour l’administration militaire traditionaliste. Le plan de départ prévoyait 3 000 volontaires sur le continent et 10 000 venant d’Hawaï alors qu'on en attendait à peine 1 256 en provenance des camps d’internement. En réalité, ce sont 23 606 Nisei de la deuxième génération née aux États-Unis qui se sont présentés. On a pu noter d'importantes rivalités « corporatives » entre ceux des îles du 100e bataillon, déjà aguerris, et les « pieds tendres » du continent surnommés également « têtes de cochon » (Buddhaheads) par les insulaires et « kotonks » (têtes de pierre, souvent décrites comme le son d’une tête vide au choc) par les continentaux. Les plus endurcis et expérimentés du 100e bataillon guidaient, conseillaient et protégeaient les novices de la 442e RTC, à la façon japonaise. En juillet 1943, le 100e bataillon a reçu ses couleurs frappées de sa devise « Remember Pearl Harbor ». Il fut envoyé le 11 août 1943 en Afrique du Nord, neuf mois de durs combats avec les jeunes du 442e RCT.
Arrivé à Oran, en Algérie, le 100e bataillon s’engageait directement dans les combats et était attaché à la fameuse 34e division d’infanterie « Red Bull ». Il entrait en Tunisie et combattait avec les Britanniques venus d’Égypte par la Libye pour la poussée finale et la capitulation des forces de l’Axe. Grâce à ses glorieuses actions, le 100e Bataillon a été nommé « Garde d’Honneur » par le Général Eisenhower.

## Opérations militaires
Le 19 septembre 1943, la 34e division quittait Oran pour l’Italie et le 100e bataillon recevait son premier objectif européen : Monte Marano. Le 28 septembre 1943, le lieutenant Conrad Tsukayama, blessé à la face par un éclat de mine, fut la première victime. Le 29, l’avance sur Monte Marano se faisait sous un bombardement d’artillerie et de mortier et le Sergent Shigeo « Joe » Takata fut atteint par un tir de mitrailleuse. En mourant de ses blessures, il a pointé de la main pour indiquer la position de la mitrailleuse qui fut réduite au silence par ses hommes. Le soldat Tanaka du 2e peloton fut le deuxième tué au combat et ainsi le 100e bataillon eût son premier héros ; c'est ainsi que commença la série légendaire de médailles « Purple Heart ». Ils ont eu deux morts et sept blessés au combat en forçant les Allemands à reculer de 12 km, à abandonner un pont, deux villes et plusieurs nœuds routiers. Durant la première semaine de combat, du 28 septembre au 4 octobre, ils ont déploré trois morts, 23 blessés au combat et 13 blessés par accident.
En montant vers le nord, le 17 octobre 1943, ils se sont heurtés au 29e Régiment de « Panzer Grenadier » (division allemande d'infanterie mécanisée) retranché qui défendait le nœud routier, près de San Angelo d’Alife, défendu par des champs de mines, des nids de mitrailleuses fortifiés, l’artillerie et six batteries de lanceurs de roquettes surnommées « vaches hurlantes » par les Allemands. Après deux jours de combat, ils ont réduit les Allemands et nettoyé la zone. Là, le soldat Masao Awakuni, de son seul bras valide, a détruit un char allemand avec son bazooka et gagné ainsi la « Distinguished Service Cross ». Pendant ce temps, au moment de la traversée de la rivière Volturno, rendue torrentielle par la montée des eaux, le peloton mené par le sergent Ozaki a chargé à la baïonnette à travers les haies. Ce jour-là, le major Lowell a été blessé de nouveau et le Major Clough, remis de ses blessures, reprenait le commandement du bataillon avant d’être à nouveau blessé et passer le commandement au sous-lieutenant d'origine coréenne Young Oak Kim qui devint alors le commandant du 100e Bataillon. Jusqu’à la fin de la guerre, le 100e Bataillon a changé 13 fois de commandement par mortalité ou blessure.
Dans ce bataillon, presque chacun a gagné au moins une médaille « Purple Heart » et certains deux ou même trois conformément à la légende.
Ainsi se passait la montée vers le nord jusqu’à Cassino qui barrait la route de Rome.

### AttaquerCassino- labataille du mont Cassin
Le 24 janvier 1944, le 100e était en place pour attaquer le Mont Cassin avec, face à lui, la 1re division aéroportée d’élite allemande, retranchée sur la Ligne Gustave de défense après avoir détruit les ponts pour arrêter l’avance et la végétation pour dégager le champ de tir. Il fallait aussi compter avec la rivière torrentielle Rapido en crue où, sur 200 m, il n’y avait rien qu’un champ de boue et de mines.
Le 100e est passé et reçut l'ordre de se réorganiser à San Michele.
Le 22 septembre 1943, le 100e Bataillon comptait 1 300 hommes et après cinq mois de combat, on n'en dénombrait plus que 521.
Le 18 février, la 34e Division lançait l’attaque sur le Mont Cassin et le 100e Bataillon, bien qu'en sous-effectif, participait également aux combats avec 40 hommes.

### L’entrée en scène de la442eRCT
Durant les neuf mois de combat du 100e Bataillon, le 442e RCT était à l’entraînement final ; il se constituait en régiment autonome avec son artillerie, son génie de combat, son service de santé et son transport. En six mois, ses éléments rejoignaient le 100e Bataillon, 530 hommes de troupe et 40 officiers.
Le journal de la 34e Division d’infanterie « Red Bull » écrivait ceci :
« […] As men of the 34th observed the battle conduct of the Nisei, they grew to resent the treatment accorded the parents and relatives of these little, brown American Fighters. They resented the confiscation of their property and the herding of their families into concentration camps at home, while their sons were dying by the hundreds in the cause of human liberty. They determined then to raise their voices in protest and to demand justice and recompense for the wrongs inflicted upon these people. The Nisei became true buddies of the 34th. »
La jonction de l’ancien 100e Bataillon avec la nouvelle 442e RCT ne s’est pas faite sans difficultés, comme l’a noté Lyn Crost dans son livre très documenté Honor by Fire. Les animosités entre insulaires et continentaux se sont réveillées, entre anciens et nouveaux, vétérans et novices. Le 100e était fier de l’insigne de la 34e Division, de préférence au « Go for Broke » du nouveau régiment et les hommes du 100e savaient que c’était grâce à leur vaillance au combat qu'ils avaient permis la création du nouveau régiment dont ils dépendaient dans l’intégration, en tant que bataillon. D’autre part, il y a eu la différence entre les volontaires du continent et les conscrits d’Hawaï, et aussi des problèmes de loyauté à la culture japonaise.

### Belvedere, les combats du 100thBattalion/442dRCT
Citation pour la médaille « Distinguished Service Cross » du Sergent Kasuo Masuda sur la cote 140 :
« [,,,] Crawling two hundred yards through enemy fire, he secured a 60mm mortar tube and ammunition, and dragged it back to his post. Missing a base plate for the mortar tube, he used his helmet. For the next 12 hours he single handedly fired the mortar without leaving his post, except to run for more ammunition. During that time, he repulsed two counter-attacks. Masuda was later killed on patrol along the Arno River when he deliberately sacrified himself so the men with him could deliver vital information to their headquarters. »
À la fin de la guerre, la famille Masuda a été autorisée à sortir du camp d’internement et revenir à sa ferme située à Talbert, proche de Santa Ana en Californie. Une cérémonie spéciale a eu lieu avec le Général Josef Stilwell qui a remis à la famille Masuda la médaille DSC gagnée par le Sergent Masuo Kasuda, l’enfant de la famille en présence du capitaine Ronald Reagan, futur président des États-Unis.
Au moment de l'irruption dans Rome le 100e bataillon/442e RCT a été sommé de s’arrêter aux portes de la ville pour laisser la place aux Britanniques et aux Anglo-Américains « pur jus », et leur permettre ainsi d'être les libérateurs de la place ; ceci au moment où les Alliés débarquaient en Normandie.
Le 26 juin 1944, le 100e Bataillon/442e RCT se dirigeait vers Belvedere pour repousser les Allemands, rivière après rivière et ville après ville.
Chester Tanaka écrivit :
« […] In three weeks of combat, from July 1st to July 22nd, the 100/442 melded into a fighting unit. The 100th and the 2d and 3rd battalions came of age. No longer existed the animosity between the two groups. They've seen each other in action, and respected each others abilities and differences. Now they became a cohesive unit. Which would help them sustain each other in the face of events to come. »

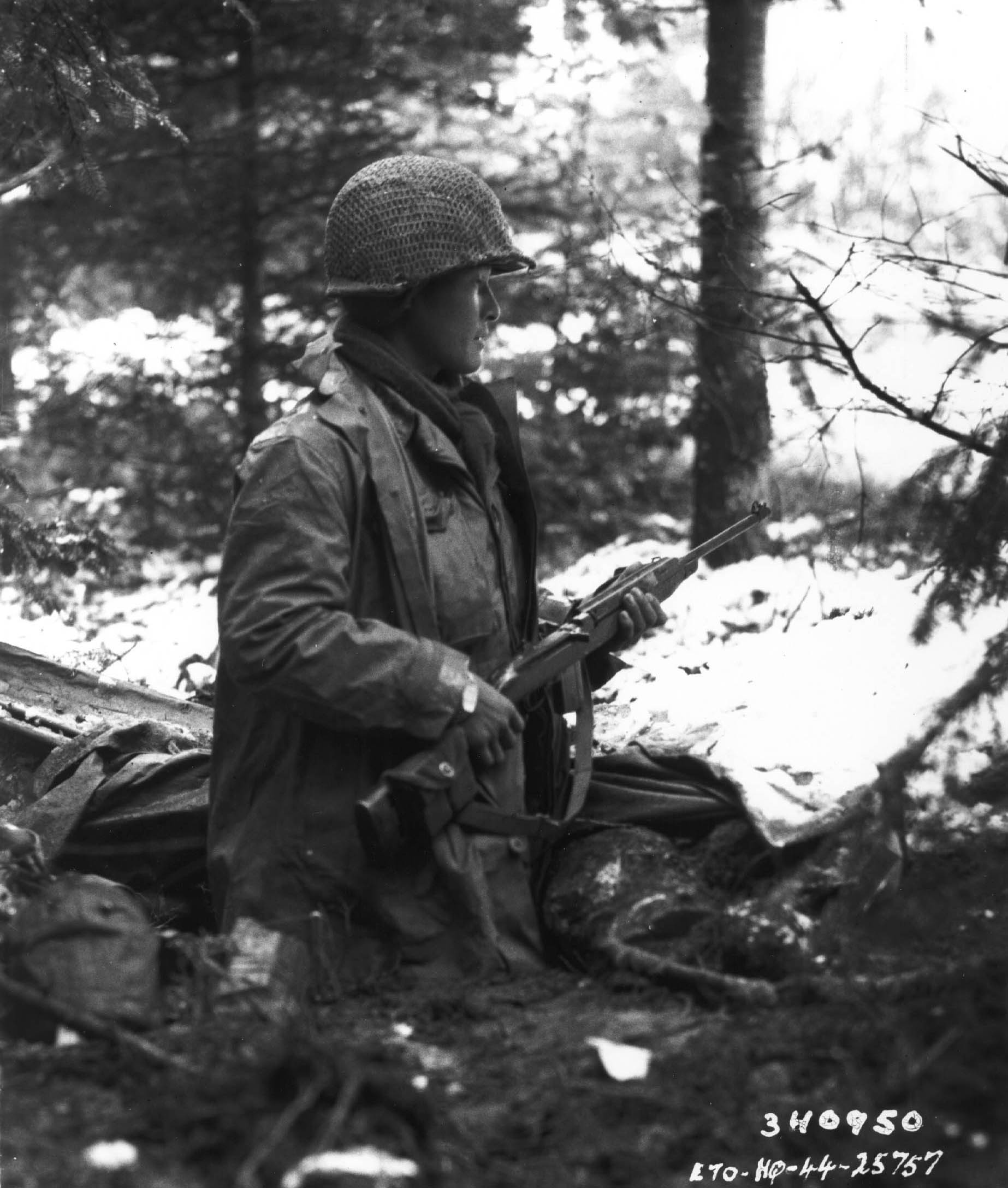
Des éléments du RCT en France en novembre 1944.

Après la campagne d’Italie, l’unité a été engagée dans les Vosges, Bruyères, un important nœud routier, résistait depuis près de 8 semaines à trois des plus prestigieuses divisions américaines. Pour prendre la ville, on demanda au 100/442e régiment de Combat de venir depuis l'Italie. En position le 14 octobre, le 100/442ème RCT prendra la ville le 19 et 20 octobre 1944, perdant plus de 1.200 hommes. Devant se reposer, ils apprennent qu'une unité texane, le 141e RI (Le régiment de Fort Alamo) se trouve encerclé par une force supérieure en nombre. Le 65e régiment d'infanterie fut chargé de relever le deuxième bataillon du 442e le 13 décembre 1944. Il s'agissait de délivrer à tout prix un « bataillon perdu » (The lost battalion) encerclé par les Allemands. Avec beaucoup de bravoure et des pertes évaluées à 863 hommes, les « Japanese American » du 100/442 sauvèrent 211 Texans voués à l'anéantissement.
Le 442e n'existait plus en tant qu'unité de combat, ne laissant que 275 hommes capables de se battre. Ils furent envoyés sur la côte d'Azur pour près de 6 mois avant de retourner en Italie pour la victoire. Le 522e d'artillerie de campagne n'ayant plus d'unités à soutenir s'engagea ensuite vers l’Allemagne où ils furent les premiers à la porte du camp de Dachau. Après la fin de la guerre en Europe, ce fut un retour triomphal et certains continuèrent jusqu’au bout en rejoignant leurs compatriotes des Merrill's Marauders aux combats et dans le MIS (Military Intelligence Service) en Birmanie.
En 1947, la petite ville de Bruyères élève un monument au 442e RCT placé à l'endroit des premiers combats. En 1984, à la « borne 6 » à Biffontaine est un monument commémorant cette histoire dédié à la 36e Division. En 1989, Pierre Moulin érigeait un Chemin de la Paix et de la Liberté reliant les deux monuments.

## Décorations

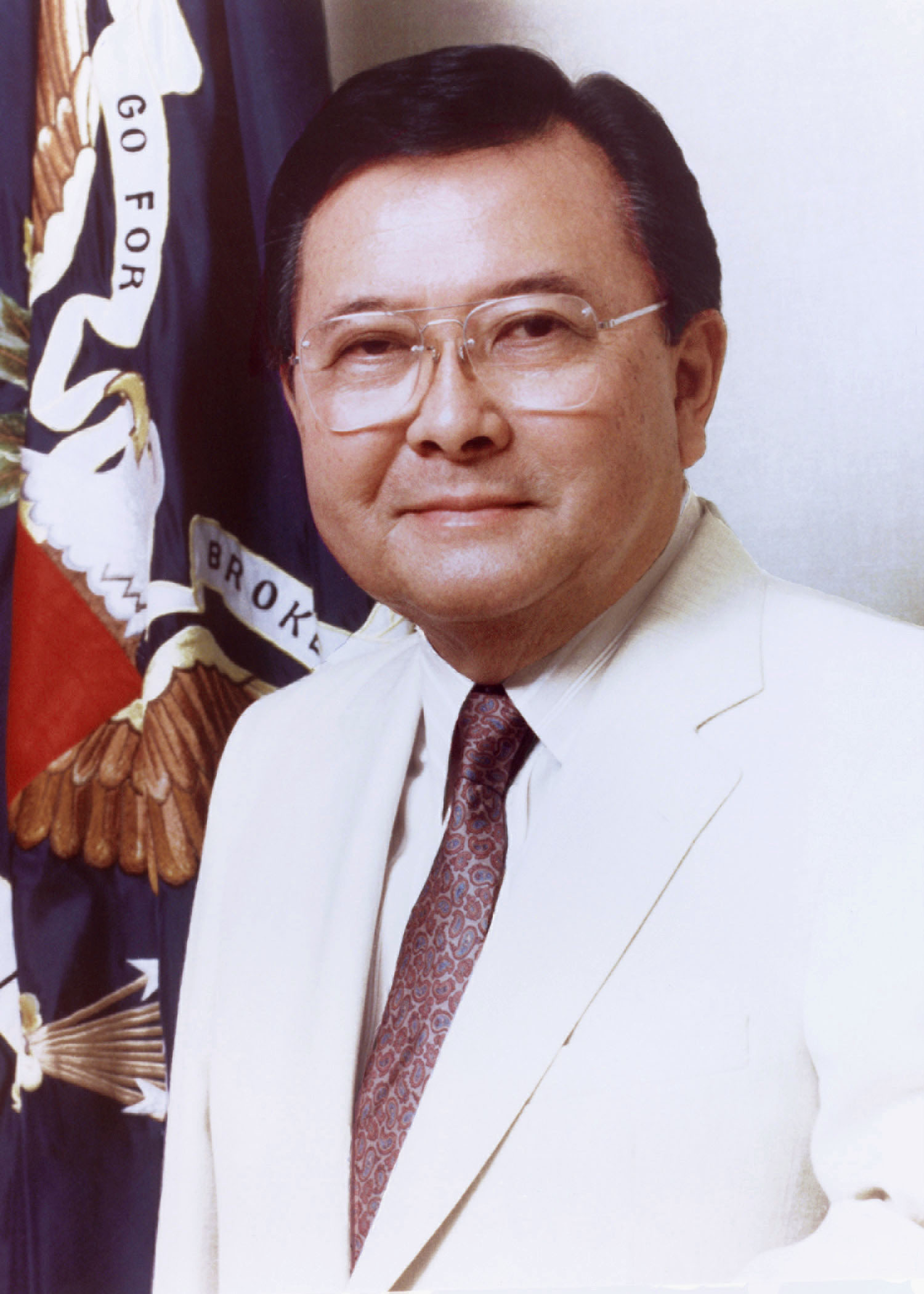
Daniel Inouye, sénateur de Hawaï.

Le 442e RCT devint l'unité la plus décorée de l'histoire de l'armée américaine pour une unité de cette taille et à la carrière opérationnelle si brève.
L'unité elle-même reçu sept citations présidentielles d'unité (Presidential Unit Citation), dont cinq accordées le même mois, lors de la Bataille de Bruyères. 
Ses autres décorations, accordées à titre individuel à ses combattants, comprennent les suivantes :
- 21 Medal of Honor, la plus haute distinction militaire américaine (la première fut décernée à titre posthume au première classe (PFC) Sadao Munemori, Compagnie A, 100e Bataillon, pour sa bravoure à Seravezza en Italie, le 5 avril 1945 ; les autres furent décernées en juin 2000[11]). Les récipiendaires sont :
  - Barney F. Hajiro
  - Mikio Hasemoto
  - Joe Hayashi
  - Shizuya Hayashi
  - Daniel Inouye
  - Yeiki Kobashigawa
  - Robert T. Kuroda
  - Kaoru Moto
  - Sadao Munemori
  - Kiyoshi K. Muranaga
  - Masato Nakae
  - Shinyei Nakamine
  - William K. Nakamura
  - Joe M. Nishimoto
  - Allan M. Ohata
  - James K. Okubo
  - Yukio Okutsu
  - Frank H. Ono
  - Kazuo Otani
  - George T. Sakato
  - Ted T. Tanouye
- 52 Distinguished Service Cross (19 d'entre elles furent transformées en Medals of Honor en juin 2000)
- 1 Distinguished Service Medal
- 560 Silver Stars (plus 28 avec Feuille de Chêne à titre de seconde distinction)
- 22 Legion of Merit Medal
- 15 Soldier’s Medal
- 4000 Bronze Stars (plus 1200 avec Feuilles de Chêne à titre de seconde distinction; une Bronze Star fut transformée en Medal of Honor en juin 2000)
- 9486 Purple Hearts

## Après la guerre
Démobilisé en 1946, le régiment fut réactivé en 1947 et incorporé dans l'armée de réserve des États-Unis. Il est stationné à Fort Shafter à Honolulu. Le 100e bataillon a participé à la guerre d'Irak.

### Cinéma
- Karaté Kid 3 (le maitre est issu de ce regiment)
- Un homme est passé (Bad Day at Black Rock)
- Tout ou rien (Go for Broke!) : le sauvetage dans les Vosges du bataillon texan perdu.
- L'Honneur des guerriers (Only the Brave) Imdb